# Nagy-Britannia az 1992. évi téli olimpiai játékokon
Nagy-Britannia a franciaországi Albertville-ben megrendezett 1992. évi téli olimpiai játékok egyik részt vevő nemzete volt. Az országot az olimpián 9 sportágban 49 sportoló képviselte, akik érmet nem szereztek.

## Alpesisí
Férfi
| Versenyző           | Versenyszám            | 1. futam      | 1. futam      | 2. futam      | 2. futam      | Összesítés | Összesítés |
| Versenyző           | Versenyszám            | Idő           | Hely.         | Idő           | Hely.         | Idő        | Helyezés   |
| ------------------- | ---------------------- | ------------- | ------------- | ------------- | ------------- | ---------- | ---------- |
| Graham Bell         | Lesiklás               |               |               |               |               | 1:55,82    | 33.        |
| Graham Bell         | Szuperóriás-műlesiklás |               |               |               |               | 1:20,87    | 53.        |
| Martin Bell         | Lesiklás               |               |               |               |               | 1:54,83    | 29.        |
| Martin Bell         | Szuperóriás-műlesiklás |               |               |               |               | 1:19,74    | 50.        |
| Christopher Blagden | Műlesiklás             | nem ért célba | nem ért célba | kiesett       | kiesett       | kiesett    | kiesett    |
| Boris Duncan        | Lesiklás               |               |               |               |               | 1:54,95    | 31.        |
| Boris Duncan        | Szuperóriás-műlesiklás |               |               |               |               | 1:17,76    | 40.        |
| Stephen Edwards     | Műlesiklás             | nem ért célba | nem ért célba | kiesett       | kiesett       | kiesett    | kiesett    |
| Gavin Forsyth       | Óriás-műlesiklás       | 1:13,51       | 52.           | 1:10,72       | 43.           | 2:24,23    | 43.        |
| Gavin Forsyth       | Szuperóriás-műlesiklás |               |               |               |               | 1:17,91    | 44.        |
| Bill Gaylord        | Műlesiklás             | 58,88         | 45.           | nem ért célba | nem ért célba | kiesett    | kiesett    |
| Bill Gaylord        | Óriás-műlesiklás       | 1:12,04       | 46.           | 1:08,62       | 39.           | 2:20,66    | 40.        |
| Sean Langmuir       | Műlesiklás             | 58,04         | 41.           | 57,69         | 34.           | 1:55,73    | 34.        |
| Sean Langmuir       | Óriás-műlesiklás       | 1:13,72       | 53.           | nem ért célba | nem ért célba | kiesett    | kiesett    |

| Versenyző     | Versenyszám | Lesiklás      | Lesiklás      | Lesiklás      | Műlesiklás | Műlesiklás | Műlesiklás | Műlesiklás | Műlesiklás | Műlesiklás | Műlesiklás | Összesítés | Összesítés |
| Versenyző     | Versenyszám | Lesiklás      | Lesiklás      | Lesiklás      | 1. futam   | 1. futam   | 2. futam   | 2. futam   | Össz.      | Össz.      | Össz.      | Összesítés | Összesítés |
| Versenyző     | Versenyszám | Idő           | Pont          | Hely.         | Idő        | Hely.      | Idő        | Hely.      | Idő        | Pont       | Hely.      | Pont       | Helyezés   |
| ------------- | ----------- | ------------- | ------------- | ------------- | ---------- | ---------- | ---------- | ---------- | ---------- | ---------- | ---------- | ---------- | ---------- |
| Graham Bell   | Összetett   | 1:48,08       | 31,70         | 27.           | 59,59      | 34.        | 59,59      | 27.        | 1:59,18    | 102,33     | 29.        | 134,03     | 27.        |
| Martin Bell   | Összetett   | 1:47,48       | 25,59         | 22.           | 57,24      | 30.        | 1:00,86    | 31.        | 1:58,10    | 96,24      | 27.        | 121,83     | 25.        |
| Boris Duncan  | Összetett   | nem ért célba | nem ért célba | nem ért célba | kiesett    | kiesett    | kiesett    | kiesett    | kiesett    | kiesett    | kiesett    | kiesett    | kiesett    |
| Sean Langmuir | Összetett   | 1:54,61       | 98,26         | 44.           | 53,55      | 19.        | 55,30      | 17.        | 1:48,85    | 44,06      | 17.        | 142,32     | 28.        |

Női
| Versenyző             | Versenyszám            | 1. futam      | 1. futam      | 2. futam      | 2. futam      | Összesítés    | Összesítés    |
| Versenyző             | Versenyszám            | Idő           | Hely.         | Idő           | Hely.         | Idő           | Helyezés      |
| --------------------- | ---------------------- | ------------- | ------------- | ------------- | ------------- | ------------- | ------------- |
| Emma Carrick-Anderson | Műlesiklás             | 50,91         | 24.           | 46,67         | 19.           | 1:37,58       | 19.           |
| Emma Carrick-Anderson | Óriás-műlesiklás       | 1:10,97       | 31.           | 1:10,79       | 22.           | 2:21,76       | 22.           |
| Claire de Pourtales   | Műlesiklás             | 50,60         | 23.           | nem ért célba | nem ért célba | kiesett       | kiesett       |
| Debra Pratt           | Óriás-műlesiklás       | nem ért célba | nem ért célba | kiesett       | kiesett       | kiesett       | kiesett       |
| Debra Pratt           | Szuperóriás-műlesiklás |               |               |               |               | nem ért célba | nem ért célba |
| Valerie Scott         | Műlesiklás             | 53,15         | 32.           | nem ért célba | nem ért célba | kiesett       | kiesett       |
| Valerie Scott         | Szuperóriás-műlesiklás |               |               |               |               | 1:29,74       | 36.           |

| Versenyző             | Versenyszám | Lesiklás | Lesiklás | Lesiklás | Műlesiklás    | Műlesiklás    | Műlesiklás    | Műlesiklás    | Műlesiklás | Műlesiklás | Műlesiklás | Összesítés | Összesítés |
| Versenyző             | Versenyszám | Lesiklás | Lesiklás | Lesiklás | 1. futam      | 1. futam      | 2. futam      | 2. futam      | Össz.      | Össz.      | Össz.      | Összesítés | Összesítés |
| Versenyző             | Versenyszám | Idő      | Pont     | Hely.    | Idő           | Hely.         | Idő           | Hely.         | Idő        | Pont       | Hely.      | Pont       | Helyezés   |
| --------------------- | ----------- | -------- | -------- | -------- | ------------- | ------------- | ------------- | ------------- | ---------- | ---------- | ---------- | ---------- | ---------- |
| Emma Carrick-Anderson | Összetett   | 1:32,79  | 86,63    | 33.      | 36,00         | 13.           | 35,84         | 7.            | 1:11,84    | 20,98      | 8.         | 107,61     | 17.        |
| Claire de Pourtales   | Összetett   | 1:32,52  | 83,27    | 32.      | nem ért célba | nem ért célba | kiesett       | kiesett       | kiesett    | kiesett    | kiesett    | kiesett    | kiesett    |
| Valerie Scott         | Összetett   | 1:34,57  | 108,82   | 35.      | 36,73         | 18.           | nem ért célba | nem ért célba | kiesett    | kiesett    | kiesett    | kiesett    | kiesett    |

## Biatlon
Férfi
| Versenyző                                   | Versenyszám      | Lövőhiba | Időeredmény | Helyezés |
| ------------------------------------------- | ---------------- | -------- | ----------- | -------- |
| Mike Dixon                                  | 10 km sprint     | 2        | 29:19,4     | 60.      |
| Mike Dixon                                  | 20 km egyéni     | 0        | 59:20,2     | 12.      |
| Kenneth Rudd                                | 10 km sprint     | 1        | 29:11,1     | 58.      |
| Kenneth Rudd                                | 20 km egyéni     | 5        | 1:05:09,1   | 65.      |
| Paul Ryan                                   | 20 km egyéni     | 4        | 1:07:38,8   | 76.      |
| Jason Sklenar                               | 10 km sprint     | 2        | 30:52,8     | 80.      |
| Jason Sklenar                               | 20 km egyéni     | 4        | 1:05:28,9   | 67.      |
| Ian Woods                                   | 10 km sprint     | 5        | 30:11,8     | 72.      |
| Mike Dixon Paul Ryan Kenneth Rudd Ian Woods | 4 × 7,5 km váltó | 2        | 1:34:10,5   | 18.      |

## Bob
| Versenyző                                             | Versenyszám | 1. futam | 1. futam | 2. futam | 2. futam | 3. futam | 3. futam | 4. futam | 4. futam | Összesítés | Összesítés |
| Versenyző                                             | Versenyszám | Idő      | Hely.    | Idő      | Hely.    | Idő      | Hely.    | Idő      | Hely.    | Idő        | Helyezés   |
| ----------------------------------------------------- | ----------- | -------- | -------- | -------- | -------- | -------- | -------- | -------- | -------- | ---------- | ---------- |
| Mark Tout Lenny Paul                                  | Kettes      | 1:00,10  | 1.       | 1:01,10  | 8.       | 1:01,44  | 9.*      | 1:01,23  | 5.       | 4:03,87    | 6.         |
| Nick Phipps George Farrell                            | Kettes      | 1:00,49  | 9.*      | 1:01,43  | 14.      | 1:01,69  | 15.      | 1:01,78  | 17.      | 4:05,39    | 13.        |
| Mark Tout George Farrell Paul Field Lenny Paul        | Négyes      | 58,49    | 8.       | 58,87    | 12.      | 58,73    | 9.       | 58,80    | 5.       | 3:54,89    | 7.         |
| Nick Phipps Edd Horler Colin Rattigan David Armstrong | Négyes      | 58,86    | 15.      | 58,83    | 8.*      | 59,29    | 16.      | 58,93    | 11.      | 3:55,91    | 13.        |

* - egy másik csapattal azonos eredményt ért el

## Gyorskorcsolya
Férfi
| Versenyző      | Versenyszám | Eredmény | Helyezés |
| -------------- | ----------- | -------- | -------- |
| Craig McNicoll | 1000 m      | 1:17,95  | 33.      |
| Craig McNicoll | 1500 m      | 2:02,06  | 37.      |

## Műkorcsolya
| Versenyző                      | Versenyszám  | Rövid program     | Rövid program | Rövid program | Kűr               | Kűr   | Kűr         | Összesítés         | Összesítés |
| Versenyző                      | Versenyszám  | Több. hely. száma | Hely.         | Hely. pont.   | Több. hely. száma | Hely. | Hely. pont. | Helyezési pontszám | Helyezés   |
| ------------------------------ | ------------ | ----------------- | ------------- | ------------- | ----------------- | ----- | ----------- | ------------------ | ---------- |
| Steven Cousins                 | Férfi egyéni | 5×11+             | 12.           | 6,0           | 6×12+             | 12.   | 12,0        | 18,0               | 12.        |
| Suzanne Otterson               | Női egyéni   | 5×20+             | 20.           | 10,0          | 8×22+             | 22.   | 22,0        | 32,0               | 22.        |
| Joanne Conway                  | Női egyéni   | 8×16+             | 17.           | 8,5           | 6×17+             | 18.   | 18,0        | 26,5               | 18.        |
| Kathryn Pritchard Jason Briggs | Páros        | 8×17+             | 17.           | 8,5           | 9×17+             | 17.   | 17,0        | 25,5               | 17.        |

| Versenyző                  | Versenyszám | Kötelező tánc 1   | Kötelező tánc 1 | Kötelező tánc 1 | Kötelező tánc 2   | Kötelező tánc 2 | Kötelező tánc 2 | Eredeti (original) tánc | Eredeti (original) tánc | Eredeti (original) tánc | Kűr               | Kűr   | Kűr         | Összesítés         | Összesítés |
| Versenyző                  | Versenyszám | Több. hely. száma | Hely.           | Hely. pont.     | Több. hely. száma | Hely.           | Hely. pont.     | Több. hely. száma       | Hely.                   | Hely. pont.             | Több. hely. száma | Hely. | Hely. pont. | Helyezési pontszám | Helyezés   |
| -------------------------- | ----------- | ----------------- | --------------- | --------------- | ----------------- | --------------- | --------------- | ----------------------- | ----------------------- | ----------------------- | ----------------- | ----- | ----------- | ------------------ | ---------- |
| Melanie Bruce Andrew Place | Jégtánc     | 6×16+             | 16.             | 3,2             | 6×16+             | 16.             | 3,2             | 8×16+                   | 16.                     | 9,6                     | 9×17+             | 17.   | 17,0        | 33,0               | 17.        |

## Rövidpályás gyorskorcsolya
Férfi
| Versenyző                                                 | Versenyszám  | Előfutam | Előfutam | Negyeddöntő | Negyeddöntő | Elődöntő | Elődöntő | B döntő | B döntő | Döntő   | Döntő   | Helyezés |
| Versenyző                                                 | Versenyszám  | Idő      | Hely.    | Idő         | Hely.       | Idő      | Hely.    | Idő     | Hely.   | Idő     | Hely.   | Helyezés |
| --------------------------------------------------------- | ------------ | -------- | -------- | ----------- | ----------- | -------- | -------- | ------- | ------- | ------- | ------- | -------- |
| Nicky Gooch                                               | 1000 m       | 2:24,43  | 4.       | kiesett     | kiesett     | kiesett  | kiesett  | kiesett | kiesett | kiesett | kiesett | 26.      |
| Matthew Jasper                                            | 1000 m       | 1:36,82  | 1.       | 1:34,69     | 3.          | kiesett  | kiesett  | kiesett | kiesett | kiesett | kiesett | 9.       |
| Wilf O’Reilly                                             | 1000 m       | 1:37,79  | 1.       | 1:33,62     | 1.          | 2:05,04  | 4.       | 1:36,24 | 1.      |         |         | 5.       |
| Nicky Gooch Stuart Horsepool Matthew Jasper Wilf O’Reilly | 5000 m váltó |          |          | 7:27,87     | 1.          | 7:29,40  | 3.       | 7:29,46 | 2.      |         |         | 6.       |

Női
| Versenyző     | Versenyszám | Előfutam | Előfutam | Negyeddöntő | Negyeddöntő | Elődöntő | Elődöntő | B döntő | B döntő | Döntő   | Döntő   | Helyezés |
| Versenyző     | Versenyszám | Idő      | Hely.    | Idő         | Hely.       | Idő      | Hely.    | Idő     | Hely.   | Idő     | Hely.   | Helyezés |
| ------------- | ----------- | -------- | -------- | ----------- | ----------- | -------- | -------- | ------- | ------- | ------- | ------- | -------- |
| Debbie Palmer | 500 m       | 52,24    | 4.       | kiesett     | kiesett     | kiesett  | kiesett  | kiesett | kiesett | kiesett | kiesett | 23.      |

## Síakrobatika
Mogul
| Versenyző         | Versenyszám | Selejtező | Selejtező | Döntő   | Döntő    |
| Versenyző         | Versenyszám | Pont      | Helyezés  | Pont    | Helyezés |
| ----------------- | ----------- | --------- | --------- | ------- | -------- |
| Simon Baynes      | Férfi       | 7,86      | 44.       | kiesett | kiesett  |
| Hugh Hutchison    | Férfi       | 19,84     | 25.       | kiesett | kiesett  |
| Michael Liebreich | Férfi       | 17,84     | 32.       | kiesett | kiesett  |
| Neil Munro        | Férfi       | 19,82     | 26.       | kiesett | kiesett  |
| Jilly Curry       | Női         | 16,86     | 15.       | kiesett | kiesett  |

## Sífutás
Férfi
| Versenyző      | Versenyszám         | Eredmény      | Helyezés      |
| -------------- | ------------------- | ------------- | ------------- |
| Dave Belam     | 10 km               | 32:08,9       | 61.           |
| Dave Belam     | 15 km üldözőverseny | 46:11,0       | 57.           |
| Dave Belam     | 30 km               | 1:33:15,6     | 56.           |
| Dave Belam     | 50 km               | 2:24:54,3     | 53.           |
| Mark Croasdale | 10 km               | 36:13,0       | 90.           |
| Mark Croasdale | 15 km üldözőverseny | 52:36,8       | 74.           |
| Mark Croasdale | 50 km               | nem ért célba | nem ért célba |
| John Read      | 10 km               | 31:32,7       | 47.           |
| John Read      | 15 km üldözőverseny | 46:52,4       | 64.           |
| John Read      | 30 km               | 1:34:37,5     | 62.           |
| Glenn Scott    | 10 km               | 32:20,8       | 65.           |
| Glenn Scott    | 15 km üldözőverseny | nem ért célba | nem ért célba |
| Glenn Scott    | 30 km               | 1:36:06,0     | 66.           |
| Glenn Scott    | 50 km               | 2:31:40,6     | 63.           |

## Szánkó
| Versenyző     | Versenyszám | 1. futam | 1. futam | 2. futam | 2. futam | 3. futam | 3. futam | 4. futam | 4. futam | Összesítés | Összesítés |
| Versenyző     | Versenyszám | Idő      | Hely.    | Idő      | Hely.    | Idő      | Hely.    | Idő      | Hely.    | Idő        | Helyezés   |
| ------------- | ----------- | -------- | -------- | -------- | -------- | -------- | -------- | -------- | -------- | ---------- | ---------- |
| Nick Ovett    | Férfi egyes | 46,517   | 22.      | 46,456   | 22.      | 47,257   | 24.      | 47,173   | 23.      | 3:07,403   | 23.        |
| Ian Whitehead | Férfi egyes | 46,814   | 26.      | 47,121   | 27.      | 47,613   | 27.      | 47,356   | 25.      | 3:08,904   | 27.        |